# Úmor
Úmor je splátka jistiny dluhu, tedy část splátky, o kterou se snižuje výše dlužné částky.
Každá splátka úvěru obsahuje dvě složky – úmor a úrok.
Při splátce úvěru anuitním způsobem v dohodnuté periodě (obvykle měsíčně) splácí dlužník věřiteli konstantní částku. Při fixním úroku poměr úrokové složky k úmorové složce splátky v průběhu splácení klesá. V počátečním období bývá úrok větší částí celkové splátky a ke konci splácení je téměř nulový. K výpočtu výše splátky slouží tzv. umořovatel, kterým se vyjadřuje výše splátky na konci úročeného období. Je-li p pevná úroková míra, lze ho vyjádřit jako
{\displaystyle {\frac {1}{a_{{\overline {n}}|p}}}={\frac {1}{v{\frac {1-v^{n}}{1-v}}}}}
kde n je lhůta splatnosti (obvykle v letech) a
{\displaystyle v={\frac {1}{1+{\frac {p}{100}}}}}
Příslušnou splátku s, která je splatná na konci každé platební periody, potom vypočteme z celkové výše půjčky K jako
{\displaystyle s=K{\frac {1}{a_{{\overline {n}}|p}}}}
Výše uvedený vzorec platí za předpokladu, že perioda splátek je totožná s úročeným obdobím. Obvykle tomu tak není, protože splátky bývají měsíční a úrokové období bývá roční. Proto lze nalézt i jiné vzorce k výpočtu pevné (anuitní) splátky. Vzorce se liší i podle toho, zda se splácí na počátku, nebo na konci splátkové periody. Graf uvedený níže ukazuje roční souhrn úmorové a úrokové složky při měsíčních splátkách půjčky ve výši 1 miliónu na 20 let při pevném úroku 4 %.
Méně obvyklé jsou splátky s konstantním úmorem. U nich výše splátky klesá s klesající úrokovou složkou.
Při bezúročné půjčce se úmor rovná výši splátky.